# 지방도 제1045호선
지방도 제1045호선(중동 ~ 부곡선)은 경상남도 창원시 중동과 창녕군 부곡면 온정리를 잇던 경상남도의 지방도이다. 2003년 2월 20일부터 폐지되어 국도 제79호선에 편입되었다. 차로는 전 구간이 왕복 2차로로 구성되어 있었다.

## 연혁
- 2003년 2월 20일 : 노선 폐지[1]

## 주요 경유지
2002년 기준 경유지는 다음과 같았다.
- 창원시
  - 의창구 북동
    - 북면 신촌리

- 창녕군
  - 부곡면 온정리

## 같이 보기
- 천주로